# Чагиров, Баймухамед
Баймухамед Чагиров (1902—1986) — народный комиссар юстиции КазАССР в 1937—1939 годы.

## Биография
Родился в 1902 году в селе Мукуры Каратальский район Алма-Атинской области (позже колхоз имени К. Маркса Талды-Корганской области). Казах. Происходит из племени жалайыр Старшего жуза. Член ВКП(б) с 1920.
Окончил сельскохозяйственную школу в селе Гавриловка (1919), курсы уездных партработников при ЦК ВКП(б) в Москве (1926).
В 1918-1919 годах работал секретарем Кучуковского аулревкома и был членом Балгалинского революционного комитета Семиреченской области. Одной из задач, которую он выполнял, было снабжение Красной Армии продовольствием, топливом, теплой одеждой. В то же время Чагиров принимал активное участие в частях особого назначения (ЧОН). В 1920 году его избрали секретарем Балгалинского волостного комитета партии, в 1921-22 секретарь Каратальского райкома ВКП(б), в мае 1921—1923 годах — инструктором Талды-Курганского уездного комитета партии. После прохождения в 1925 году годичных курсов секретарей укомов партии при ЦК ВКП (б) в Москве в 1926-28 годах заведовал отделом агитации и пропаганды Лепсинского укома партии, затем был назначен партийными органами председателем Талды-Курганского уездного комитета союза бедноты «Кошчи».
В 1928-29 годах занимал пост секретаря Энбекши-Казахского и Карабалыкского райкомов партии Алма-Атинского округа. Заведующий Уральского окрзу (12.1929 — 08.1930); 1-й секретарь Карабалыкского райкома ВКП(б) (1930-31); старший инспектор Наркомата снабжения КССР (1931-32).
Начальник Инспекции цен Наркомата РКИ КССР (03.1932 — ?).
Инспектор Казахской краевой КК — Наркомата РКИ КССР (=01.1933=).
Председатель Мангистауской районной КК-РКИ (07.1933).
Заместитель секретаря Мангистаусского райкома КПК Гурьевского округа (? — 10.1934); отозван в распоряжение Западно-Казахстанского обкома ВКП(б).
В 1934-35 годах работал в политчасти Алма-Атинского овцезаводского треста — сначала помощником по комсомольской работе, потом инструктором по массовой работе. Заместитель начальника политуправления Алма-Атинского овцеводтреста (=05.35=) и одновременно член оргбюро Казахского Крайкома союза работников овцесовхозов (05.1935).
Директор конесовхоза «Дегерес» (06.1935-11.1935). Решением бюро Казкрайкома ВКП(б) от 23 ноября 1935 года отменено решение Алма-Атинского обкома об его исключении из партии с заменой на строгий выговор с предупреждением, выведен из состава Ревизионной комиссии Казкрайкома ВКП(б) и снят с директора конесовхоза «Дегерес» с запрещением занимать руководящие должности.
В конце 1936 года назначен секретарем Советского, а затем Фрунзенского райкомов партии Алма-Аты. В июне 1937 года — второй секретарь Фрунзенского райкомов партии Алма-Аты, 3-й секретарь Алма-Атинского горкома ВКП(б) (06.1937-?).
В октябре 1937 года Народный комиссар юстиции КазССР, избирается депутатом Верховного Совета КазССР I созыва и членом Верховного суда СССР.
В марте 1939 года арестован НКВД.
10 июня 1941 военный трибунал войск УНКВД Каз. ССР признал доказанным обвинение в преступлениях, предусмотренных статьями 58-4, 58-11 УК РСФСР и приговорил к 20 лет ИТЛ. Заключенный Песчаного лагеря в Карагандинской области (? — 12.1953); в ссылке в Петропавловской области (12.1953-03.54).
30 декабря 1953 года решением Верховного Суда СССР реабилитирован. В 1954 году восстановлено членство в рядах КПСС.
С 1954 по 1957 год начальник отдела кадров Управления строительства на комбинате Казсвинецразведки.
1957—1960. Старший инспектор Строймонтажа управления ХОЗУ Совета министров КазССР.
С октября 1960 года пенсионер; с ноября 1977 года персональный пенсионер союзного значения.
За заслуги перед Родиной и активную деятельность в социальном строительстве Чагиров награждён орденом «Знак Почета» (1957), юбилейной медалью в честь 100-летия со дня рождения В. И. Ленина, грамотой Верховного Совета КазССР (1958).
Скончался 26 сентября 1986 года. Похоронен на Кенсайском кладбище Алма-Аты.